# 知善恶树

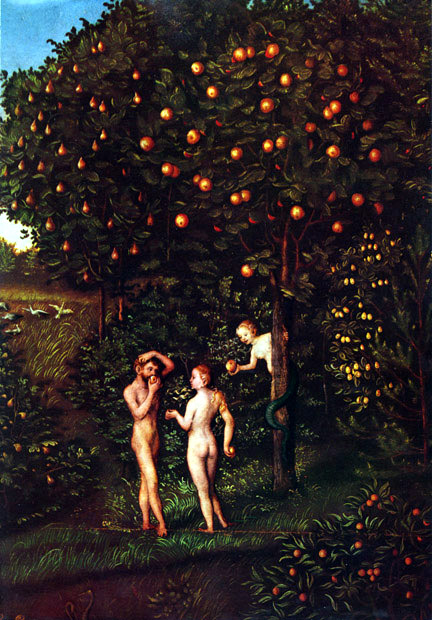
《善恶知识树》（Tree of Knowledge），老卢卡斯·克拉纳赫繪

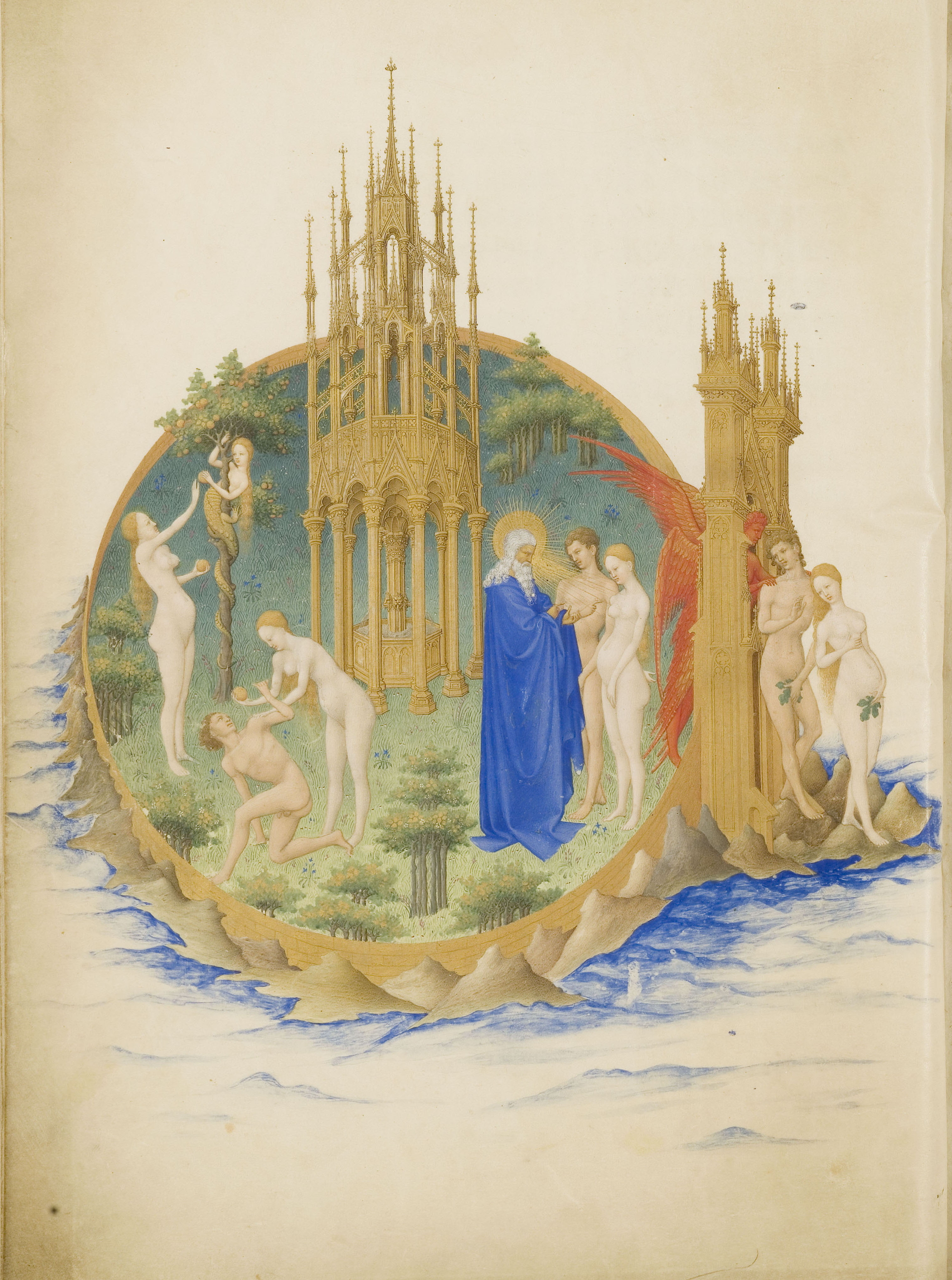
表示四個場景：從左到右； 人魚身軀的蛇將智慧之樹的果實交給夏娃； 夏娃把果子獻給亞當； 上帝懲罰亞當和夏娃，他們離開天堂並用無花果葉遮蓋自己，從而意識到自己的裸體。

知善惡樹（希伯來語：עֵץ הַדַּעַת טוֹב וָרָע，希伯來語發音：[ʕesˤ hadaʕaθ tˤɔv waraʕ]，又譯分辨善惡樹、知識樹或善恶知识树），根據《聖經》舊約創世記記載，耶和華上帝按照自己形象造人後，將一男（稱亞當）一女（稱夏娃）安置在伊甸園中。伊甸園中有各樣的樹，其中有兩棵樹比較特別，一棵是「生命樹」，另一棵就是「知善惡樹」。
上帝吩咐說園內所有樹上結的果子他們都可以用作食物，唯獨知善惡樹上的果子例外，上帝吩咐他們不可吃，因為他們吃的日子必定死。不過實際上禁果吃了以後是如其名地，使人開始知道了善惡。

## 偷吃禁果與罪的關係
吃知善惡樹上所結的果子以神的說法來會導致死亡（和合本創世記二章17節 「只是分別善惡樹上的果子，你不可吃，因為你吃的日子必定死！」），但事實上只是個說法，後來夏娃受蛇（撒旦）的哄誘，得知食了也不會有事，遂吃了知善惡樹上所結的果子，隨後也讓亞當食用。
效果是吃了之後人類便自以為知道善惡，開始懂得想穿衣服（以聖經的敘述來看為，聽見神的聲音就害怕，知道自己赤身裸體而隱藏）。其後神擔心已犯罪的人類會進而吃了生命樹的果實而得到永生，會永遠活在罪中（創世記3:22），便將亞當和夏娃逐出伊甸園，並且從此人類帶著禁果的詛咒，必然走上男人需要勞作與女人生育的一生，並派生了火炬的劍看守通往生命樹的道路，人類只能隨著年紀漸漸會生病、老與死（創世記3：24）。

按照諸如基督教的看法，違背神旨意偷食禁果是人类的原罪及一切其它罪恶的开端，也有其他認為原罪不能確定，只是個人類發展過程的事件，總之，二位人類的祖先遂被上帝逐出伊甸園，蛇也受到詛咒。（創世記3：1-24）。不過上帝出於愛，给了人类以自由意志，即使下到凡間，還是能選擇從上帝得豐盛生命、或是從罪惡收敗壞死亡。